# 圣保罗德韦恩
圣保罗德韦恩（法語：Saint-Paul-de-Vern，法語發音：[sɛ̃ pɔl də vɛʁn]）是法国洛特省的一个市镇，位于该省东北部，属于菲雅克区。

## 地理
圣保罗德韦恩（44°50'20"N, 1°56'14"E）面积10.84 平方千米，位于法国奧克西塔尼大區洛特省，该省份为法国西南部内陆省份，北起顺时针与科雷兹省、康塔爾省、阿韦龙省、塔恩-加龙省、洛特-加龍省和多尔多涅省接壤。
与圣保罗德韦恩接壤的市镇（或旧市镇、城区）包括：巴讷、弗赖西涅、拉迪拉、拉图耶-朗蒂亚克、莫利耶尔、圣塞雷、圣樊尚迪庞迪。

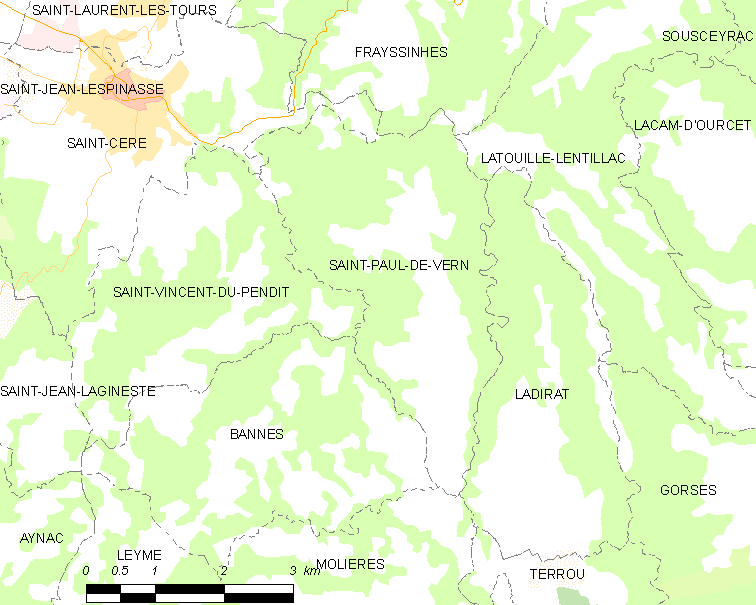
圣保罗德韦恩的OSM定位图

圣保罗德韦恩的时区为UTC+01:00、UTC+02:00（夏令时）。

## 行政
圣保罗德韦恩的邮政编码为46400，INSEE市镇编码为46286。

## 政治
圣保罗德韦恩所属的省级选区为圣塞雷县。

## 人口

1962-2008年间圣保罗德韦恩人口变化图示

圣保罗德韦恩于2022年1月1日时的人口数量为174人。